# Николс, Митч
Митчелл Иан Николс (англ. Mitchell Ian "Mitch" Nichols; 1 мая 1989, Саутпорт, Квинсленд, Австралия) — австралийский футболист, атакующий полузащитник. Выступал за сборную Австралии.

## Клубная карьера
Митч начал карьеру в клубе из региональной австралийской лиги «Палм Бич». Николс забил 9 голов в 8 матчах и был приглашён в «Брисбен Роар». 23 ноября 2008 года в матче против «Перт Глори» он забил свой первый гол в Эй-лиге. В составе «Брисбена» Митч дважды выиграл чемпионат. В команде он провёл шесть сезонов, сыграв более 100 матчей.
В 2013 году Николс перешёл в «Мельбурн Виктори» на правах свободного агента. 12 октября в матче против «Мельбурн Сити» он дебютировал за новую команду. 23 ноября в поединке против «Аделаида Юнайтед» Митч забил свой первый гол за «Виктори».
В начале 2014 года Николс перешёл в японский «Сересо Осака». Сумма трансфера составила 225 тыс. евро. 15 марта в матче против «Симидзу С-Палс» Митч дебютировал в Джей-лиге. Николс ни разу не вышел на поле с первых минут и летом отправился на родину в «Перт Глори» для получения игровой практики на правах аренды. 12 октября в поединке против «Веллингтон Феникс» Митч дебютировал за новый клуб.
Летом 2015 года Николс подписал контракт с «Уэстерн Сидней Уондерерс». 8 октября в матче против «Брисбен Роар» он дебютировал за новую команду. В этом же поединке Митч забил свой первый гол за «Уэстерн Сидней Уондерерс». Летом 2017 года Николс вернулся в «Перт Глори». 24 ноября в поединке против «Мельбурн Сити» Митч забил свой первый гол за команду.

## Международная карьера
В 2008 году в составе молодёжной сборной Австралии Николс выступал на молодёжном Кубке Азии в Саудовской Аравии и выиграл его. В 2009 году он принял участие в молодёжном чемпионате мира в Египте. На турнире Митч сыграл в матчах против команд Коста-Рики и Чехии.
5 марта 2009 года в матче отборочного турнира Кубка Азии против сборной Кувейта Николс дебютировал за сборную Австралии.

## Достижения
Командные
 «Брисбен Роар»
- Чемпионат Австралии — 2010/2011
- Чемпионат Австралии — 2011/2012

Международные
 Австралия (до 20)
- Молодёжный кубок Азии — 2008